# Diecezja Banja Luki
Diecezja Banja Luka (łac.: Dioecesis Bania Lucensis, serbskochorwacki Banjalučka biskupija/Бањалучка бискупија) – katolicka diecezja bośniacka położona w zachodniej części kraju. Siedziba biskupa znajduje się w katedrze św. Bonawentury w Banja Luce.

## Historia
Obszar dzisiejszej diecezji Banja Luka należał od czasów średniowiecza do diecezji zagrzebskiej. Wykaz parafii i kościołów z 1334 r. wspomina, iż na tym terytorium znajdowało się 48 kościołów. Kwitło też życie klasztorne, które reprezentował głównie zakon franciszkanów. Rozwój katolicyzmu został zahamowany w Bośni przez najazdy Turków, którym udało się podporządkować cały kraj w końcu XV w.
Kolejne stulecia przyniosły fale represji wobec chrześcijan oraz masowe emigracje ludności do pobliskiej Chorwacji lub przejście na islam. Liczba katolików w Bośni pod koniec XVII w. wynosiła niespełna 50 tysięcy.
Zmianę sytuacji przyniósł dopiero XIX w. i pogrążanie się Turcji w kryzysie, który spowodował częściową liberalizację stosunków religijnych. Pozwoliło to na ponowną organizację struktury Kościoła katolickiego na obszarze Bośni i Hercegowiny. 5 lipca 1881 papież Leon XIII erygował archidiecezje sarajewską oraz diecezję Banja Luki, którą podporządkował tej pierwszej jako sufraganię.
Początkowo nowa diecezja liczyła 23 parafie i 36 tys. wiernych. Z czasem liczba ta wzrosła na skutek emigracji do Bośni Chorwatów, Polaków, Czechów, Niemców i Włochów i w 1910 r. liczyła 70 tys., a kilkanaście lat później już 129 tysięcy wiernych (1937).
W czasie II wojny światowej w wyniku okupacja i reżimu Ustaszy śmierć poniosło bardzo wielu wiernych, wśród których było wielu księży i zakonnic. Z powierzchni ziemi zniknęło blisko 1/3 parafii.
Kolejne pięćdziesięciolecie przyniosło odbudowę biskupstwa, którego liczba wiernych w 1991 r. wynosiła 120 tysięcy. Ostatnią tragiczną kartą w dziejach diecezji była wojna domowa w Bośni i Hercegowinie w latach 1992–1995.

## Podział terytorialny
Diecezja Banja Luki skład się obecnie z sześciu dekanatów, w skład których wchodzi 48 parafii:
- Dekanat Banja Luka – składa się z 10 parafii,
- Dekanat Prnjavorski – składa się z 6 parafii,
- Dekanat Livanjski – składa się z 10 parafii,
- Dekanat Bosansko-Gradiški – składa się z 5 parafii,
- Dekanat Bihaćki – składa się z 13 parafii,
- Dekanat Jajački – składa się z 4 parafii.

## Biskupi
- ordynariusz – bp Željko Majić (od 2024)

## Patron
- św. Bonawentura (1217–1274) – teolog, filozof, scholastyk, doktor Kościoła, biskup, kardynał, ósmy generał franciszkanów.